# Baby Blue (Hysteric Blueのアルバム)
『baby Blue』（ベイビー・ブルー）は、Hysteric Blueの1枚目のアルバムである。

## 概要
- デビューシングル「RUSH!」、2枚目のシングル「春〜spring〜」収録。収録曲「Little Trip」は本作発売から1か月経った1999年5月にシングルカットされている。
- 2004年3月にギター担当のメンバーが暴行・わいせつの容疑で逮捕されたことを受け、出荷停止ならびに市場在庫が回収された。

## 収録曲
全編曲：Hysteric Blue・佐久間正英
1. P・O・T'99 (1:03)
作詞：たくや
作曲：ナオキ
2. Little Trip (3:37)
作詞：Tama
作曲：ナオキ
3. 春〜spring〜 (4:04)
作詞・作曲：たくや
2ndシングル。
テレビ朝日系『目撃!ドキュン』エンディングテーマ
4. Candy (4:11)
作詞：Tama
作曲：ナオキ
5. ポカポカ (3:31)
作詞・作曲：たくや
6. 白い祈り (3:30)
作詞：たくや
作曲：ナオキ
7. Super Wing (5:00)
作詞：Tama
作曲：ナオキ
8. RUSH! (3:35)
作詞・作曲：たくや
1stシングル。
TBS系『まぶだちIII』エンディングテーマ
9. 彼女のLove Story (4:50)
作詞：Tama
作曲：ナオキ
10. メモリー (4:27)
作詞：Tama
作曲：ナオキ